# B-21 (autovía)
El segundo acceso al Puerto de Barcelona o B-21 será una vía rápida de acceso al Puerto de Barcelona desde la autovía A-2 y la B-20 (Ronda de Dalt).
La nueva vía, con dos carriles por sentido, nacerá en la autovía A-2 a la altura de la salida 609 hasta el Puerto de Barcelona siguiendo el antiguo cauce del río Llobregat, enlazando con los viales interiores del puerto.
Se presupuestó en 2013 por 220 millones de euros, sin embargo, la obra aún no ha sido iniciada. A finales de 2014, la ministra Ana Pastor, anunció el inicio de obras, pero había transcurrido unos 3 y medio años después de este anuncio, no ha empezado, ni un metro, las obras, de esta fecha, cambiaron el Gobierno estatal, casi un mes antes.
Hasta octubre de 2020, modificaron el proyecto y cede a manos de ADIF para que pueda realizar la redacción de proyecto de los nuevos accesos viarios y ferroviarios, y fue adjudicado el nuevo proyecto, el 10 de diciembre de 2020 con el objetivo de que pueda salir a información pública en el verano de 2022. En octubre de 2023, ha salido el anuncio del Ministerio de Transportes y Movilidad Sostenible, la licitación del proyecto de un tramo de 4,6 kilómetros. En junio de 2024, ha salido el anuncio de la adjudicación del proyecto.

## Tramos
| Denominación | Tramo                                                   | km  | Estado (2025)                                                                                            |
| ------------ | ------------------------------------------------------- | --- | --- |
|              | Enlace Nudo de Llobregat B-20 A-2 - Puerto de Barcelona | 4,6 | En redacción de proyecto (pendiente someter a información pública) (pendiente nueva licitación de obras) |